# Kalendarium historii Mekki

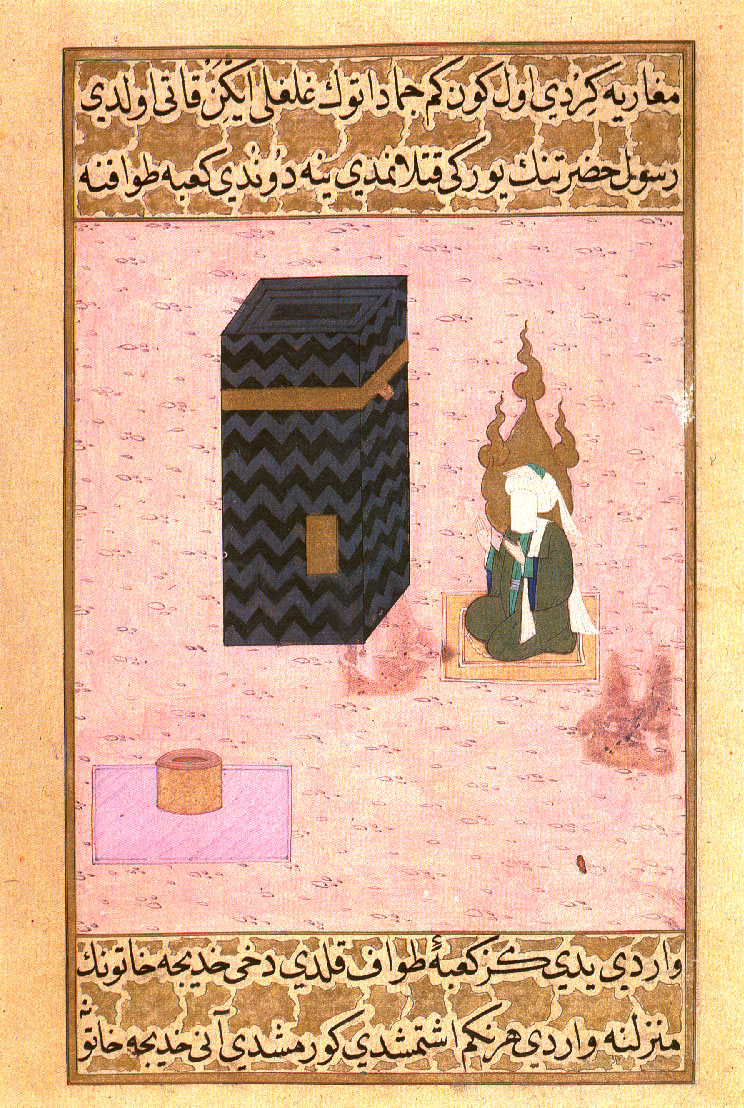
Mahomet i Al Kaba

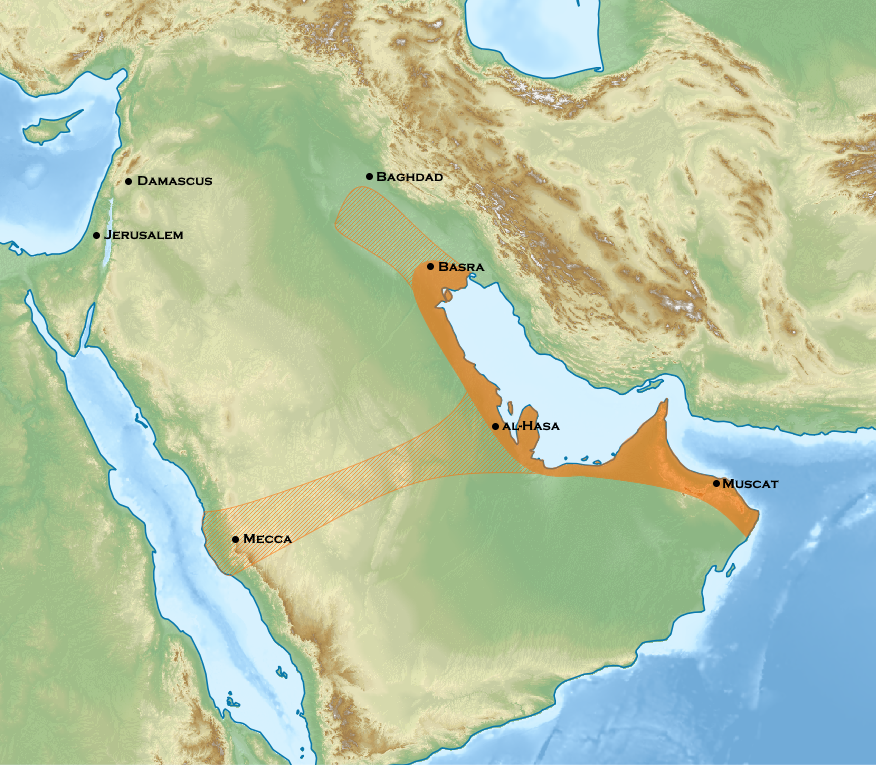
Państwo Karmatów w czasie złupienia Mekki

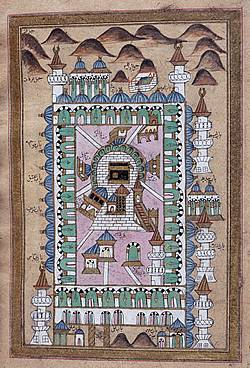
Osmańska mapa Świętego Meczetu

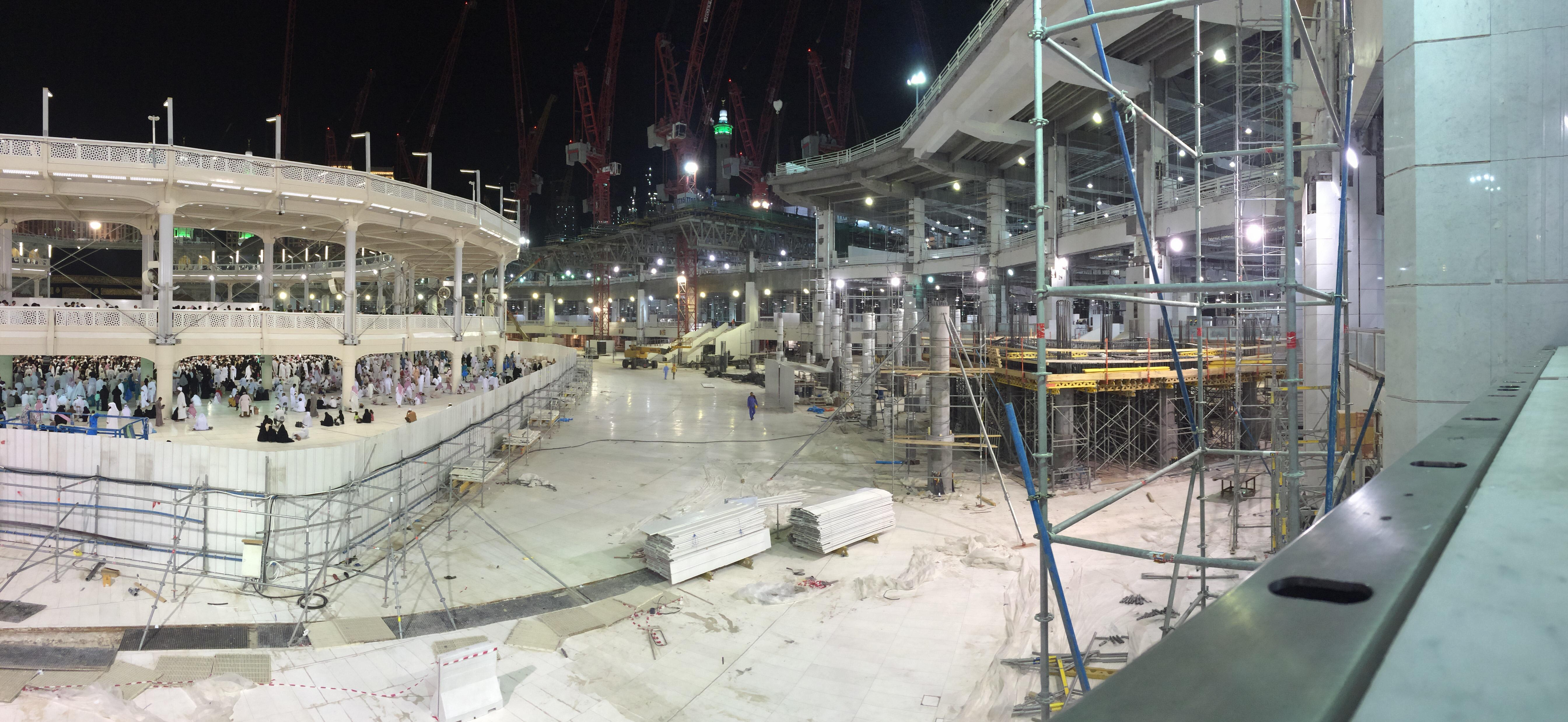
Katastrofa budowlana w Mekce w 2015 roku

Kalendarium historii  Mekki – uporządkowany chronologicznie, począwszy od czasów najdawniejszych aż do współczesności, wykaz dat i wydarzeń z historii Mekki.

## Czasy przedmuzułmańskie
- II w. n.e. – wedle legend, książę arabski Amr Ibn Luhajj, opiekun Al-Kaby, doprowadza do powstania arabskiego politeizmu[1].
- 570 – rok słonia[1].
- 622 – hidżra, ucieczka Mahometa z Mekki[2].

## Średniowiecze
- 630 – podbój Mekki przez Mahometa[3].
- 632 – pielgrzymka Mahometa z Medyny do Mekki, która staje się podstawą hadżdżu[3].
- VII w. – początki budowy Świętego Meczetu[4].
- 741 – pierwsza wzmianka o Mekce w literaturze zewnętrznej (kronice bizantyjskiej)[5].
- 924 – rajd karmatów na pielgrzymów z Mekki.
- 930 – najazd karmatów na Mekkę, wykradzenie czarnego kamienia[6].
- 1161 – publiczna pielgrzymka Nur ad-Dina do Mekki[7].
- 1269 – miasto przechodzi po panowanie mameluków[8].
- 1325 – Ibn Battuta w Mekce[9].
- 1349 – epidemia Czarnej Śmierci dociera do Mekki[10].

## Panowanie osmańskie
- 1517 – dostanie się miasta pod panowanie osmańskie[5].
- 1631 – odbudowa Al-Kaby[11].
- 1803 – 1813 – pierwszy okres panowania Saudów w Mekce, potem powrót pod osmańską władzę[12].
- XIX w. – częste epidemie cholery[13].
- 1908 – otwarcie Kolei Hidżaskiej[14].

## Współczesność
- 1916 – wybuch powstania arabskiego.
- 1924 – wkroczenie Saudów do Mekki[5].
- 1941 – powódź[15].
- 1945 – założenie klubu Al-Wehda[16].
- 1964 – jedno z najbardziej znanych rozbudowań Świętego Meczetu[4].
- 1979 – zajęcie Świętego Meczetu w Mekce[17].
- 1984 – oddanie do użytku Stad al-Malik Abd al-Aziz[18].
- 1987 – walki między szyickimi pielgrzymami, a Saudyjczykami[19].
- 2002 – pożar w szkole dla dziewcząt w Mekce[20].
- 2010 – otwarcie metra w Mekce[21]
- 2011 – ukończenie budowy Abradż al-Bajt[22].
- 2015 – katastrofa budowlana w Mekce[23], panika w Mekce[24].